# Aulax umbellata
Aulax umbellata es una especie de arbustos de la familia de las proteáceas.  Es originario de Sudáfrica.  

## Descripción
Aulax umbellata es un arbusto delgado, que alcanza un tamaño de hasta 2,5 metros de altura, con flores de color amarillo brillante que contrasta vivamente con el color púrpura del follaje joven alrededor de las flores durante el verano (de noviembre a febrero).

## Distribución y hábitat
Aulax umbellata se produce principalmente en las tierras bajas costeras de la provincia del Cabo Occidental, desde Kogelberg a Stilbaai, donde a menudo forman rodales muy densos. Las plantas crecen en suelos arenosos muy bien drenados.

## Taxonomía
Aulax umbellata fue descrito por (Thunb.) R.Br. y publicado en Trans. Linn. Soc. London 10(1): 50. 1810
Etimología
Aulax: nombre genérico que deriva del griego: Aulax que significa "un surco". Esto se refiere a las hojas canalizadas de Aulax cancellata.
umbellata: epíteto latíno que significa "con umbela".
Sinonimia
- Aulax cneorifolia Knight
- Protea aulacea Thunb.
- Protea cneorifolia Salisb.
- Protea pinifolia L. ex Meisn.
- Protea umbellata Thunb.[3]